# 阿尔格诺斯
阿尔格诺斯（法語：Arguenos，法語發音：[aʁɡənos]）是法国上加龙省的一个市镇，属于圣戈当斯区。该市镇总面积11.09平方公里，2009年时的人口为52人。

## 人口
阿尔格诺斯人口变化图示